# Žena z Isdalu

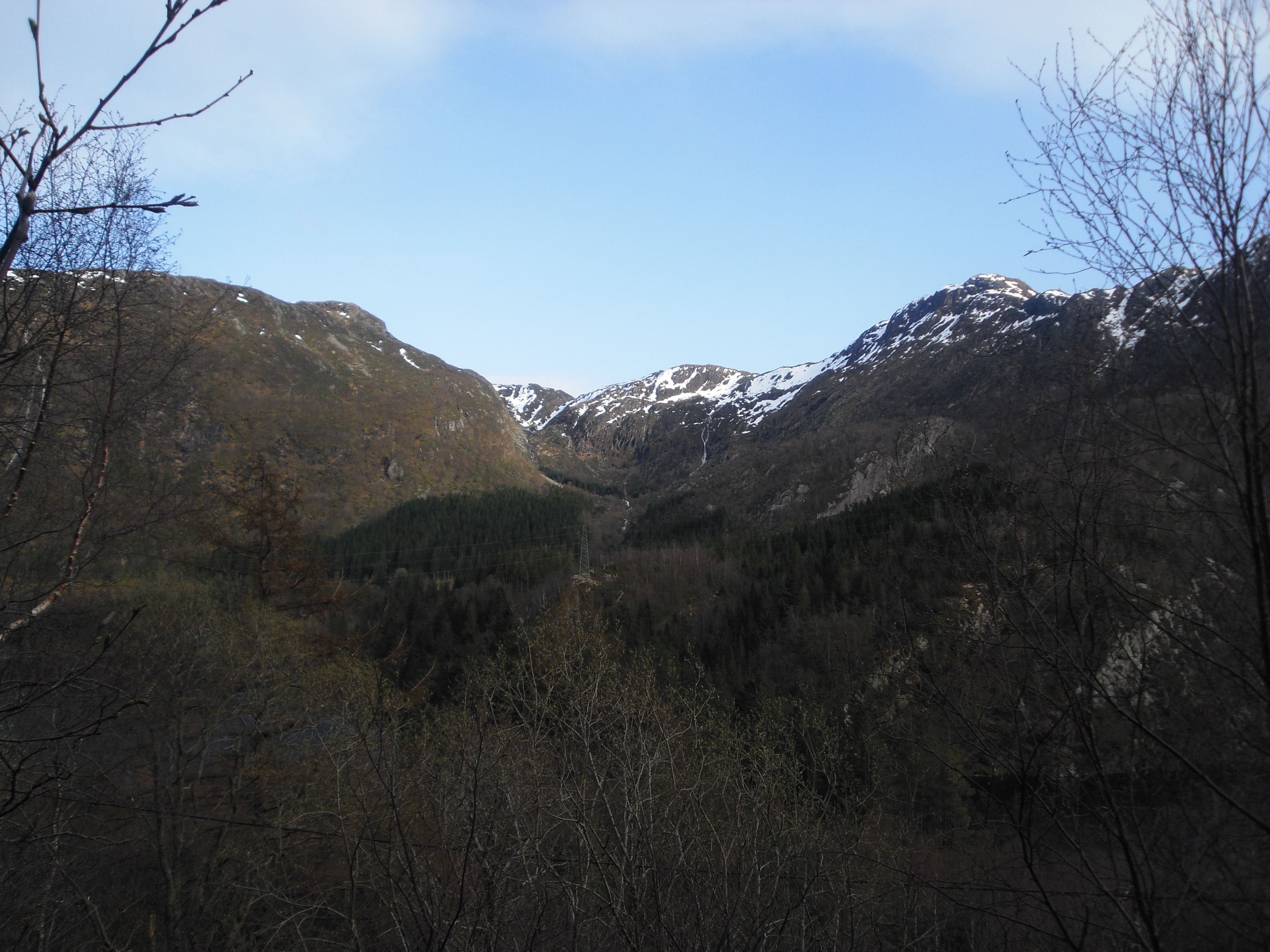
Isdalen, místo nálezu

Žena z Isdalu (norsky Isdalskvinnen) je označení pro neidentifikovanou ženu, jejíž tělo bylo nalezeno v Isdalenu („Ledové údolí“) poblíž Bergenu v Norsku dne 29. listopadu 1970. Ačkoli se podle oficiálního vyšetřování jednalo o sebevraždu, podivné okolnosti případu vedly k celé řadě spekulací, díky kterým je případ považován za jeden z nejzáhadnějších případů norské kriminalistiky.

## Nález
29. listopadu 1970 odpoledne se muž se dvěma dcerami procházel v údolí pod horou Ulriken. Toto místo se označuje jako Isdalen, „Ledové údolí“, nebo také jako „Údolí smrti“, protože šlo ve středověku o časté místo sebevražd a v 60. letech 20. století zde došlo k několika smrtelným nehodám. Jedna z dívek si všimla zápachu spáleniny a objevila mezi kameny ohořelé tělo ženy. Pak se skupina vrátila do města a ohlásila nález na policii.

## Vyšetřování
Bergenská policie rychle zahájila rozsáhlé vyšetřování (číslo spisu bylo 134/70). Bylo zjištěno, že žena ležela na zádech, ruce měla ohnuté v lokti a předpažené před hrudí (což je poloha běžná u lidí, kteří zemřeli vystaveni ohni ) a v okolí těla se nenacházel žádný oheň. Přední strana těla a oblečení bylo k nepoznání spáleno. V okolí těla se nacházely další ohořelé předměty: prázdná lahev laciné lihoviny St. Hallvard likør, dvě plastové lahve na vodu, plastový obal na pas, holinky, vlněný svetr, šála, nylonové punčochy, deštník, peněženka, krabička od sirek, hodinky, dvoje náušnice a prsten. Kolem těla byly stopy spáleného papíru. Pod tělem byla kožešinová čepice, na které byly nalezeny stopy benzínu. Všechny jmenovky byly odstraněny. 
O tři dny později byly na bergenském nádraží nalezeny dva kufry, které ženě patřily. V podšívce jednoho z nich se našlo pět bankovek, každá v hodnotě 100 německých marek. Mimoto v nich bylo oblečení, boty, paruky, makeup, krém na ekzémy, 135 norských korun, belgické, britské a švýcarské mince, mapy, jízdní řády, nedioptrické brýle, sluneční brýle (částečné otisky prstů na nich se shodovaly s otisky prstů oběti), kosmetika a zápisník se šifrovanými záznamy. Vše, co by se dalo použít k identifikaci, bylo i tentokrát odstraněno.
Pitva provedená v Univerzitní nemocnici Haukeland prokázala, že žena zemřela částečně v důsledku otravy fenobarbitalem, částečně v důsledku otravy oxidem uhelnatým. V plicích byly nalezeny saze, což znamená, že když oheň hořel, byla ještě naživu. Na krku byly pohmožděniny, možná v důsledku pádu či úderu. Analýza krve a obsahu žaludku prokázala, že spolkla 50–70 pilulek léku na spaní Fenemal (účinná látka fenobarbital), dalších 12 pilulek téhož léku bylo nalezeno v okolí těla. Pitva také zjistila, že žena neměla děti a nebyla ani nikdy těhotná. Při pitvě jí byly odebrány zuby a čelist, protože neobvyklé zlaté výplně by bylo možné použít pro další identifikaci, a také vzorky tkání.
Policie následně požádala o pomoc veřejnost. Žena byla naposledy viděna 23. listopadu, kdy se odhlásila z hotelu Hordaheimen, kde byla ubytovaná v pokoji číslo 407. Personál hotelu ji popsal jako pohlednou asi 163 cm vysokou ženu s tmavými hnědými vlasy a malýma hnědýma očima. Podle personálu se zdržovala převážně ve svém pokoji a působila ostražitě. Při odhlášení zaplatila v hotovosti a požádala o přivolání taxi. Její pohyb v následujících dnech až do objevení těla není znám.
Policie dešifrovala záznamy v jejím zápisníku a zjistila, že se zde nacházejí data a místa, která žena navštívila.
Na základě rukopisných záznamů na recepcích hotelů bylo zjištěno, že žena z Isdalu navštívila různá města v Norsku (Oslo, Trondheim, Stavanger) i dalších evropských zemích (Paříž) a použila přitom přinejmenším osm falešných pasů s různými identitami.
Celkem byla zjištěna následující falešná jména:
- Finella Lorck
- Claudia Tielt
- Vera Jarle
- Alexia Zarna-Merchez
- Claudia Nielsen
- Genevieve Lancier
- Elisabeth Leenhouwfr
- Vera Schlosseneck

Státní příslušnost uváděla vždy belgickou.
Před hotelem Hordaheimen byla za svého bergenského pobytu ubytována už v několika dalších hotelech. Po ubytování někdy požádala o přestěhování do jiného pokoje.
Hotelovému personálu se představovala jako obchodní cestující a obchodnice se starožitnostmi. Podle jedné svědkyně se v jednom z bergenských hotelů bavila s nějakým mužem v němčině. Jiní svědci uváděli, že hovořila také vlámsky. Běžně komunikovala anglicky, ale tento jazyk ovládala špatně. Svědkové také zmiňují, že páchla po česneku (česnek se tehdy v Norsku běžně nejedl). Svědci ji vesměs popisovali jako elegantní, důstojnou, sebevědomou a rezervovanou dámu.
Identikity založené na svědeckých výpovědích a analýze těla byly dále pomocí Interpolu rozeslány do různých evropských zemí.
Oficiální popis rozeslaný do ostatních evropských zemí byl následující: „Asi 25–30 let stará. Výška 164 cm, štíhlá s širokými boky. Dlouhé hnědočerné vlasy, malá kulatá tvář, hnědé oči, malé uši. Zuby mnohokrát ošetřované, zlaté korunky na několika korunkách, dentální ošetření odpovídá postupům užívaným na Dálném Východě, ve střední a jižní Evropě a v Jižní Americe. U čtrnácti zubů výplň kořenových kanálků. Mezi dvěma horními přeními zuby je výrazná mezera.“ (Pozdější analýzy upřesňují její věk na 36–44 let; ve falešných dokladech žena uváděla rok narození 1945, jednou také 1943.)
Přes veškerou snahu policie nebyla identita ženy nikdy odhalena a případ byl uzavřen. Oficiální vyšetřování uzavřelo smrt jako sebevraždu léky na spaní.

## Pohřeb

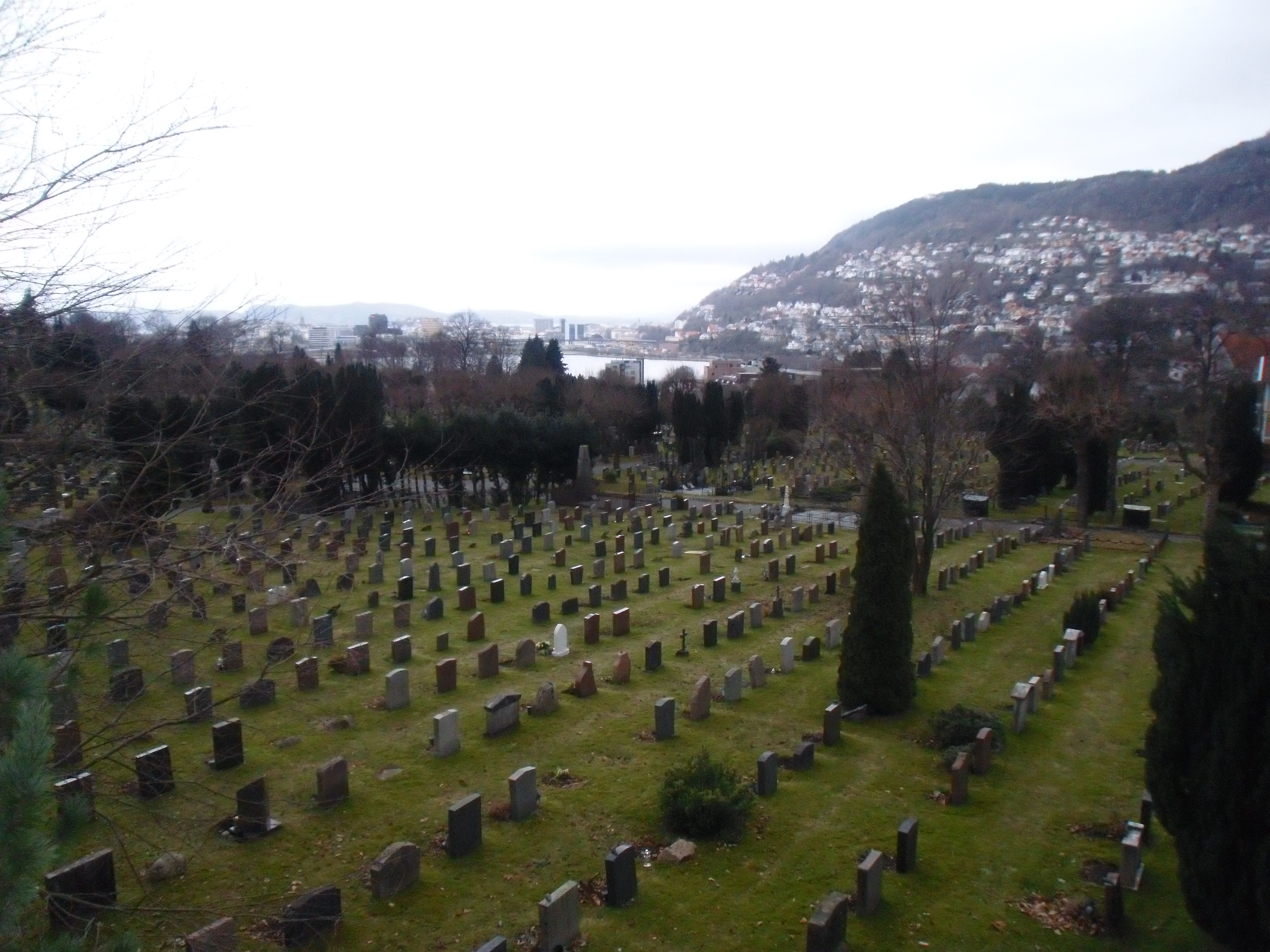
Hřbitov Møllendal, kde je žena z Isdalu pohřbena

5. února 1971 byla žena pohřbena podle katolického obřadu (předpokládalo se, že šlo o katoličku, protože ve formulářích vždy uváděla jako trvalé bydliště fiktivní nebo skutečné ulice pojmenované podle katolických světic) v neoznačeném hrobě na bergenském hřbitově Møllendal. Pohřbu se zúčastnilo 16 příslušníků policie. Žena byla pohřbena v zinkové rakvi, aby bylo možné v případě dalšího vyšetřování její ostatky exhumovat. Obřad byl také fotografován pro případné pozůstalé.

## Teorie
Mnoho otázek ohledně případu, zejména důvod ženina cestování po Evropě pod falešnými identitami, zůstalo nezodpovězených. Vzhledem k tomu, že k celé události došlo v období studené války, objevily se dohady, že žena byla špionka. V Norsku v 60. letech došlo k mnoha podivným zmizením souvisejícím se špionáží. Z odtajněných archivů vyplývá, že místa pobytu ženy z Isdalu odpovídají místům testů rakety Penguin.

## Další vývoj
Při původním vyšetřování nebyl taxikář, který ženu odvezl z hotelu, nalezen. V roce 1991 se však přihlásil taxikář, který si přál zůstat v anonymitě, a řekl, že neznámou ženu vyzvedl u hotelu, později k ní přistoupil jiný muž a oba odjeli na nádraží.
V roce 2005 řekl obyvatel Bergenu, kterému bylo v roce 1970 dvacet šest let, místnímu časopisu, že poté, co viděl identikit, uvědomil si, že podobnou ženu viděl pět dní před nálezem těla na hoře Fløyen. Překvapilo ho prý, že byla oblečena spíše jako do města než na horskou túru; šli za ní dva muži v kabátech, kteří údajně vypadali „jižně“. Působila prý smířeně a měl pocit, že mu chce něco říct, ale neřekla. Když to oznámil na policii, bylo mu řečeno, ať na celou věc zapomene.
V roce 2016 byl případ znovu otevřen a rozhlasová a televizní společnost NRK nechala pořídit několik nových identikitů od amerického malíře Stephena Missala.
V roce 2017 byla provedena analýza stabilních izotopů uhlíku a dusíku zubů ženy z Isdalu. Bylo zjištěno, že žena se pravděpodobně narodila kolem roku 1930 (± 4 roky) v Norimberku nebo jeho okolí, ale ještě jako dítě se pravděpodobně přestěhovala do oblasti Lotrinska. Podle analýzy rukopisu se žena z Isdalu naučila psát ve Francii, Belgii nebo jiné francouzsky mluvící zemi. Způsob ošetření zubů odpovídal východní Asii, střední a jižní Evropě nebo Jižní Americe.